# کریستال (کمیک)
کریستال (به انگلیسی: Crystal) با نام اصلی کریستالیا آماکلین، یک شخصیت خیالی ابرقهرمان در کتاب‌های کامیک منتشر شده توسط مارول کامیکس است. این شخصیت توسط نویسنده استن لی و طراح جک کربی خلق شده‌است؛ که برای اولین بار در شمارهٔ ۴۵ از مجموعه چهار شگفت‌انگیز (دسامبر ۱۹۶۵) حضور پیدا کرد. این شخصیت دارای توانایی کنترل عناصر چهارگانه شامل: آب، آتش، زمین و هوا به شکل دورکاری ذهن است و قادر به گسترش انواع دیگر مواد طبیعی همانند فلزات و الکتریسیته است. کریستال نخستین فرد شناخته شده در نژاد این‌هیومنز محسوب می‌شد و همچنین یکی از برجسته‌ترین شخصیت‌های این‌هیومنز است. کریستال پرنسس خانواده سلطنتی این‌هیومنز و خواهر مدوسا، ملکهٔ این‌هیومنز به‌شمار می‌رود. او اغلب همراه با سگ خانواده به نام لاک‌جا ظاهر می‌شود.
اولین حضور رسمی این شخصیت در دنیای سینمایی مارول در مجموعه تلویزیونی این‌هیومنز (۲۰۱۷) بود، که ایزابل کورنیش وظیفه بازی در این نقش را بر عهده داشت.